# Hockey sur gazon aux Jeux olympiques d'été de 1968
Navigation
Tokyo 1964 Munich 1972
Le tournoi olympiques de hockey sur gazon se déroule du 13 au 26 octobre 1968 à Mexico.

## Classement final
| Place              | Équipe               | Résultat           |
| ------------------ | -------------------- | ------------------ |
| Médaille d'or      | Pakistan             | Médaille d'or      |
| Médaille d'argent  | Australie            | Médaille d'argent  |
| Médaille de bronze | Inde                 | Médaille de bronze |
| 4                  | Allemagne de l'Ouest |                    |
| 5                  | Pays-Bas             |                    |
| 6                  | Espagne              |                    |
| 7                  | Nouvelle-Zélande     |                    |
| 8                  | Kenya                |                    |
| 9                  | Belgique             |                    |
| 10                 | France               |                    |
| 11                 | Allemagne de l'Est   |                    |
| 12                 | Grande-Bretagne      |                    |
| 13                 | Japon                |                    |
| 14                 | Argentine            |                    |
| 15                 | Malaisie             |                    |
| 16                 | Mexique              |                    |

## Médaillés
| Épreuves         | Or | Argent | Bronze |
| ---------------- | --- | --- | --- |
| Tournoi masculin | Pakistan Zakir Hussain Tanvir Dar Tariq Aziz Saeed Anwar Riaz Ahmed Gulraiz Akhtar Khalid Mahmood Ashfaq Ahmed Tariq Niazi Muhammad Asad Malik Jahangir Butt Riaz ud-Din Abdul Rashid | Australie Brian Glencross Paul Dearing Raymond Evans Robert Haigh Donald Martin James Mason Patrick Nilan Eric Pearce Gordon Pearce Julian Pearce Desmond Piper Fred Quine Ronald Riley Donald Smart | Inde Rajendra Christy Gurbux Singh Prithipal Singh Ajitpal Singh Balbir Singh Victor John Peter Harbinder Singh Gogi Singh Tarsem Singh Munir Sait Krishnamurty Perumal Harmik Singh Jagjit Singh Balbir Singh Inam-ur Rahman |